# 유승범
유승범(1964년 7월 13일  ~ )은 대한민국의 가수이다.본명은 김승범이다.

## 개요
대한민국의 가수이며, 1990년대의 인기 드라마인 질투의 OST 곡을 부른 가수로도 유명하다.
변진섭의 "니가 오는 날" / 김경호의 "금지된 사랑", "나의 사랑 천상에서도" / 정일영의 "Reason"(가을동화 OST)을 작곡한 작곡가이기도 하다.
2021년 1월 10일, 1월 17일에 미스터리 음악쇼 복면가왕 145차 경연에서 본능이 이끄는 대로 노래한다! 자연인이라는 가명으로 참가해서 준우승하였다.

## 경력
- 1994년 ~ 1998년 아세아레코드 기획실장